# Дембиця (Колобжезький повіт)
Дембиця (пол. Dębica, нім. Damitz) — село в Польщі, у гміні Римань Колобжезького повіту Західнопоморського воєводства.
Населення — 248 осіб (2011).

## Демографія
Демографічна структура станом на 31 березня 2011 року:
|          | Загалом | Допрацездатний вік | Працездатний вік | Постпрацездатний вік |
| -------- | ------- | ------------------ | ---------------- | -------------------- |
| Чоловіки | 121     | 23                 | 89               | 9                    |
| Жінки    | 127     | 33                 | 66               | 28                   |
| Разом    | 248     | 56                 | 155              | 37                   |